# Robert Burns

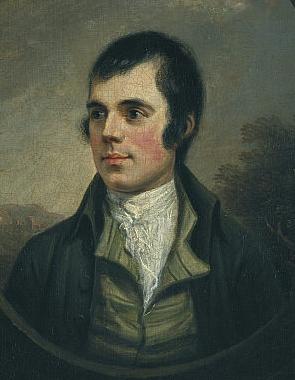
Robert Burns (Ausschnitt aus einem Ölgemälde von Alexander Nasmyth, 1787)

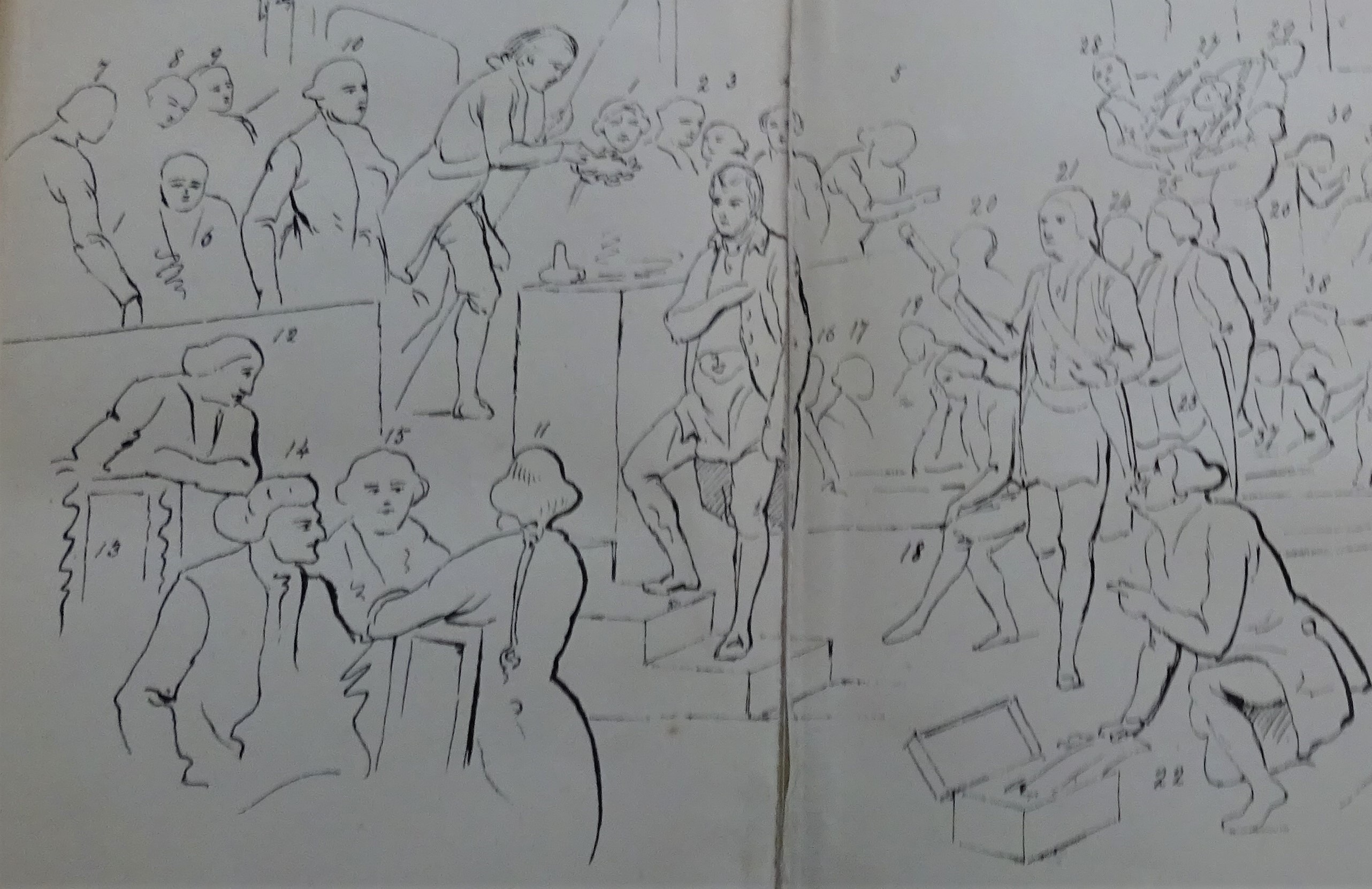
Weihung von Robert Burns als Poet gezeichnet 1846 von O. Cattermole

Robert Burns (* 25. Januar 1759 in Alloway, Ayrshire; † 21. Juli 1796 in Dumfries, Dumfriesshire) war ein schottischer Dichter. Er verfasste zahlreiche Gedichte, politische Texte und Lieder. Sein bekanntestes Lied ist Auld Lang Syne, das inzwischen Teil der britischen Tradition geworden ist. Burns, der auch Werke in seinem Heimatdialekt Scots verfasste, gilt neben Walter Scott als schottischer Nationaldichter. Bis heute wird ihm in seiner Heimat eine große Verehrung entgegengebracht, etwa im Rahmen des alljährlichen Burns Supper (auch Burns Night genannt) am 25. Januar.

## Leben

### Jugend und Ausbildung
Robert Burns stammte aus einfachen Verhältnissen. Der älteste Sohn des Gärtners und Bauern William Burns und dessen Ehefrau Agnes Broun hatte sechs Geschwister. Er war ein Cousin des Entdeckungsreisenden Alexander Burnes. Obwohl Robert Burns nur der Sohn eines einfachen Landwirts und Pächters war, erhielt er auf Bestreben des Vaters eine sehr gute Bildung. Von seiner Mutter lernte Burns die Geschichte und die Geschichten seiner Heimat: traditionelle Märchen und Sagen.
Er zog sich bereits in seiner Kindheit infolge zu schwerer körperlicher Arbeit und unzureichender Ernährung einen Herzfehler zu.
Ab seinem siebten Lebensjahr besuchte Burns die Grammar School in Ayr. Schulbücher waren die Bibel und A collection of prose and verse from the best English authors (Arthur Masson), von denen ihn unter anderem Joseph Addison besonders beeindruckte. Die Biographien Hannibals und Sir William Wallaces gehörten ebenfalls zum Lesestoff des jungen Burns.
Im Herbst 1765 pachteten Burns’ Eltern das Anwesen Mount Oliphant in der Nähe von Alloway. Da keine Schule in erreichbarer Nähe war, übernahm nun der Vater die Erziehung seiner Kinder. Dieser maß dabei den Naturwissenschaften großen Wert bei und brachte seinen Söhnen auch Grundlegendes zum Calvinismus bei. Später wurde Burns ein spärlicher Besuch der Parish School of Dalrymple ermöglicht, wo ihn nach eigener Aussage besonders die Lektüre von Samuel Richardson und Tobias Smollett begeisterte.
Ab 1773 konnte Burns die Lateinschule in Ayr besuchen, wo er zusammen mit seinem Bruder Gilbert Französisch, Latein und Mathematik lernte. In diesen Jahren entdeckte er auch das literarische Werk von Alexander Pope und William Shakespeare für sich. Als er sich im darauffolgenden Jahr verliebte, begann Burns mit ersten eigenen lyrischen Versuchen. Nach eigener Aussage schuf er sein erstes Gedicht „…for a bewitched girl at harvest time“.

### Erste Bekanntheit
Mit 19 Jahren wechselte Burns 1778 auf die Schule von Kirkoswald. Neben seinem Schulbesuch arbeitete er auf dem väterlichen Anwesen und schuf dort für allerlei Anlässe wie Geburtstage oder Hochzeiten Auftragsgedichte. Als er sich leidenschaftlich in eine gewisse Peggy Thompson verliebte, wurde auch sie Thema mehrerer Gedichte.
Dadurch bekannt geworden, vernachlässigte er seine Arbeiten auf dem Hof. Am 11. November 1780 gründete Burns zusammen mit Freunden den Tarbolton Bachelor’s Club. Gründungslokal dieses wohl ältesten schottischen Debattierclubs war das Wirtshaus von John Richard (siehe Burns Bachelors’ Club). Neben politischen Themen wie Theory of moral sentiments von Adam Smith wurden auch Bibelauslegungen und literarische Neuerscheinungen diskutiert.
Nach einem Streit mit seinem Vater verließ Burns 1781 den väterlichen Betrieb und versuchte, seinen Lebensunterhalt in der Flachsverarbeitung zu verdienen. Er arbeitete dabei in Irvine mit einem Weber zusammen. Als durch einen Unfall Haus und Werkstatt abbrannten, ging Burns in Konkurs, da er der Wirtschaftskrise Ende 1781 nichts mehr entgegensetzen konnte. Während dieser Zeit las Burns hauptsächlich Werke der Aufklärer John Locke und Pierre Bayle, denen er aber weniger als erhofft abgewinnen konnte.
Als Burns’ Vater am 22. Mai 1784 starb, übernahm er zusammen mit seinem Bruder Gilbert einen kleinen Hof in Mossgiel bei Mauchline. Als er einmal beim Pflügen ein Mäusenest zerstörte, war das Anlass für sein bekanntes Gedicht To A Mouse (1785). In seiner Empathie für die Bewohner des Nests spiegelt sich die enge Verbindung von natur-, umweltbezogenen und moralischen Reflexionen, die sich aber mit einer zu dieser Zeit äußerst pessimistischen Zukunftserwartung mischen.
Fehlender wirtschaftlicher Erfolg und mehrere Missernten bestärkten Burns in seinem Entschluss, auszuwandern. Er war gerade dabei, eine Anstellung als Verwalter einer Plantage auf Jamaika anzunehmen, als sein Debüt als Lyriker vom Publikum wie von der Literaturkritik begeistert aufgenommen wurde.

### Leben als berühmter Poet
Mitte 1784 ging Burns nach Edinburgh und blieb dort über ein Jahr. Bewundert und verehrt wurde Burns in den Salons und Gesellschaften herumgereicht und konnte so auch Kontakte knüpfen, welche weitere Veröffentlichungen später erleichterten.
Die erste kleine Anthologie mit eigenen Gedichten, The Kilmarnock Edition der Poems chiefly in the Scottish dialect, gilt als sein wohl wichtigstes Werk. Er ließ das Buch 1786 in Edinburgh auf Subskription drucken. Es brachte ihm einen Reingewinn von 20 Pfund Sterling. In diesen Gedichten besang er immer wieder Mary Campbell, ein Milchmädchen des nahen Schlosses Montgomery. Ihr widmete er einige seiner Lieder. Bald nach ihrem frühen Tod hatte Burns ein Verhältnis mit Jean Armour, welche er auch heiraten wollte. Als strenger Anhänger des Calvinismus verbot deren Vater, Jack Armour, diese Verbindung.

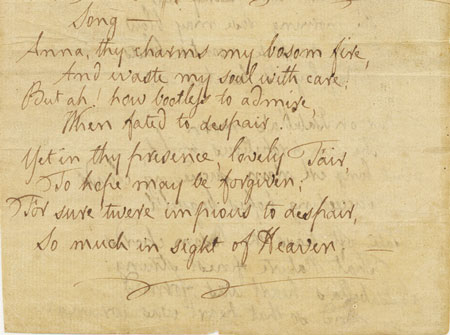
Ein Manuskript Burns’

Am 22. Mai 1785 brachte die Magd Elizabeth Paton Burns‘ Tochter Elizabeth zur Welt. Burns weigerte sich, Paton zu ehelichen, so dass diese drei Jahre später den Knecht John Andrew heiratete. Burns berichtete über diese Geschichte in seinem Gedicht The Fornicator, das aber zu seinen Lebzeiten nicht veröffentlicht wurde.
Er kehrte dann in das Hochland zurück, während er noch Jean nachtrauerte, die ihm inzwischen Zwillinge geboren hatte. Die Beziehung zwischen den beiden wurde nun nicht mehr von ihrem Vater abgelehnt. Burns pachtete 1789 ein Gut bei Dumfries namens Ellisland Farm, welches sich jedoch in einem noch unfertigen Zustand befand; dazu nahmen ihn häufige Besuche und damit verbundene Zerstreuungen stark in Anspruch, und so kam es, dass er schon nach 3½ Jahren die Pachtung mit großem Verlust aufgeben und sich nach einer anderen Stellung umsehen musste.
Durch Vermittlung von James, Earl von Glencairn erhielt Burns das Amt eines Steueraufsehers, das ihm jährlich 70 Pfund Sterling eintrug, aber seiner Neigung wenig zusagte. Trotzdem schrieb Burns in diesen Jahren viele Lieder sowie politische Aufsätze in den Tageszeitungen.
Die Ereignisse der französischen Revolution begeisterten Burns so sehr, dass man in ihm schon einen Jakobiner sah. Diese Einstellung kostete Burns viele seiner Freunde und alle seine Gönner, da er auch als Anhänger des Hauses Stuart galt.

### Tod
Aufgrund seines unsteten Lebensstils und der gesundheitlichen Probleme in seiner Kindheit wurde Burns oft krank. Der häufige Konsum von Alkohol hinderte ihn immer öfter an seinem literarischen Werk. Ein Kuraufenthalt in einem benachbarten Seebad nach einer schweren Krankheit brachte nicht mehr die gewünschte Genesung.
Im Alter von 37 Jahren starb Robert Burns am 21. Juli 1796 in Dumfries (Dumfriesshire) an einer Infektion, die wahrscheinlich als Komplikation nach einer Zahnextraktion aufgetreten war. Seine letzte Ruhestätte fand er auf dem Friedhof der St Michael’s Church in Dumfries. Seine Grabstätte, das Burns’ Mausoleum, befindet sich im östlichen Teil des umgebenden Friedhofs. In seiner letzten Wohnstätte, in der er auch verstarb, ist heute das Robert Burns’ House als Museum eingerichtet.

## Freimaurerei

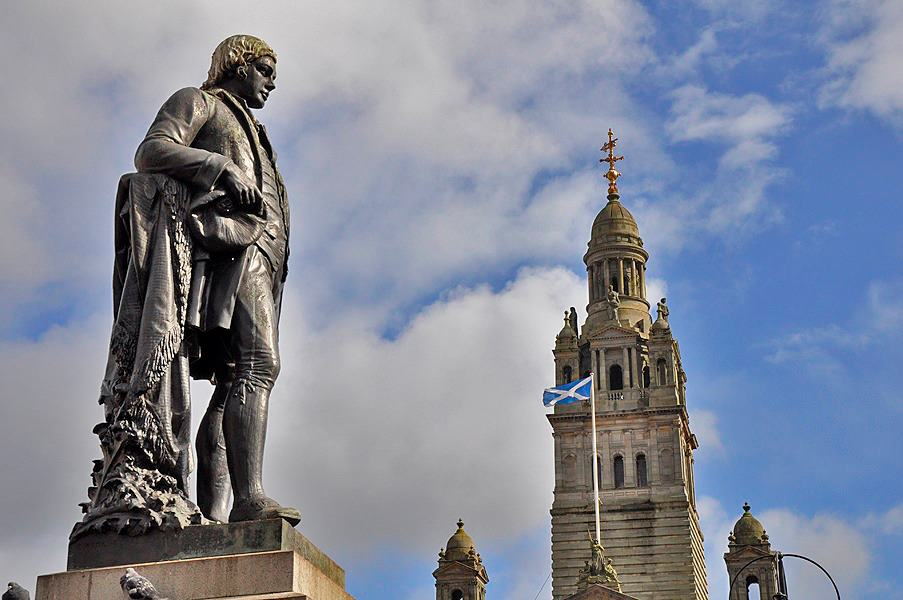
Robert-Burns-Denkmal in Glasgow

Von Freunden empfohlen, wurde er am 4. Juli 1781 in der St. David's Lodge No. 174 in Tarbolton (Schottland) als Freimaurer initiiert und bereits im selben Jahr befördert und am 1. Oktober 1781 erhoben. Im Jahre 1782 wurde er Mitbegründer der St. James Lodge No. 178 und war vom 27. Juli 1784 bis 1788 ihr zugeordneter Meister (Deputy Master). Am 26. Oktober 1786 ernannte man ihn zum Ehrenmitglied der St. John's Lodge No. 22 in Kilmarnock; daneben war er noch Mitglied der Loudoun Kilwinning Lodge No. 51 im schottischen Newmilns. Am 1. Februar 1787 wurde er in die berühmte Lodge Canongate Kilwinning No. 2 in Edinburgh aufgenommen, wo er am 1. März 1787 die Aufgabe eines Logendichters (poet laureate) übernahm.
Am 27. Dezember 1788 besuchte er die St. Andrew's Lodge No. 179 in Dumfries, was dazu führte, dass ihn die dortigen Brüder irrtümlich als Mitglied dieser Loge vermuteten.
Am 19. März 1787 erreichte er den Royal-Arch-Grad in der St. Ebbe Lodge in Eyemouth, Schottland.
Als freimaurerische Werke werden insbesondere Farewell to the Brethren of St. James Lodge, Tarbolton und The Freemasons’ Apron hervorgehoben.

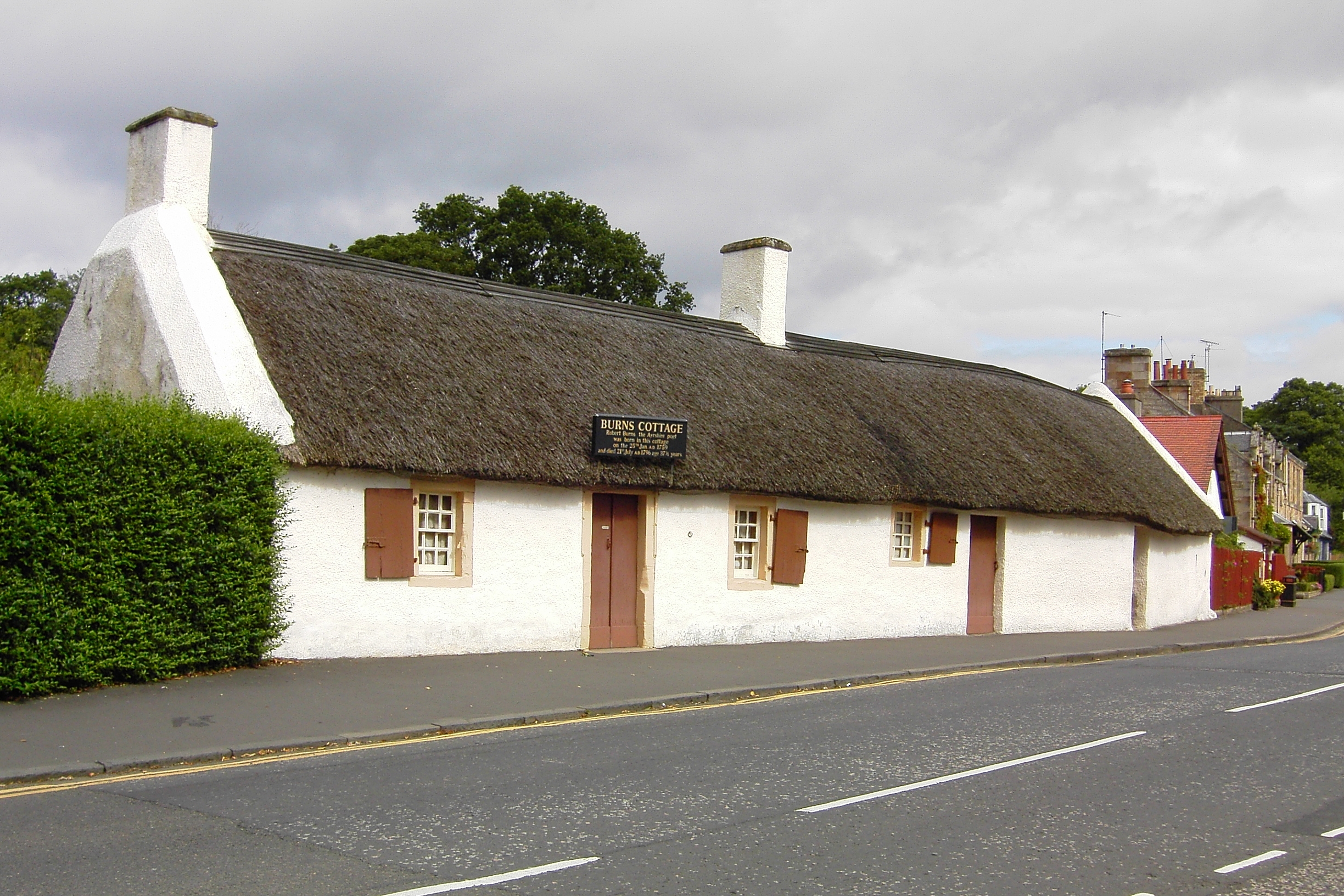
Geburtshaus von Robert Burns in Ayr

## Rezeption
In seinem gesamten literarischen Werk findet sich Selbstempfundenes und Selbsterlebtes; seine Gedichte spiegeln wechselweise seine Freuden und seine Schmerzen, seine Hoffnungen als Kind, seine Liebesneigungen als Jüngling, seine treue Anhänglichkeit an das Hochland und an die Freiheit, seine Träumereien und sein Unbehagen gegen die gesellschaftlichen Zwänge. Dabei übte er nicht nur auf die englischsprachige, sondern auch auf die kontinentaleuropäische Literatur großen Einfluss aus: George Gordon Byron, Thomas Moore, Walter Scott, Percy Bysshe Shelley und auch die Seeschule sahen in Burns ein Vorbild.
Ferdinand Freiligrath verfasste 1848 sein Gedicht Trotz alledem als Adaption des Gedichts A Man’s a Man for A’ That von Burns. Freiligrath wurde wiederum 1976 vom Sänger Hannes Wader bearbeitet. Viele Folk- und Folkrockbands der 1960er und 1970er Jahre interpretierten Dichtungen und Lieder von Burns, so beispielsweise Steeleye Span (Rogues in a Nation, John Barleycorn), Tri Yann (Ye Jacobites By Name) oder Jethro Tull (One brown mouse).
Auch in der Prosa, vermittels Briefen und kleinen politischen Schriften, zeichnete sich Burns aus. Berühmt ist das von ihm getextete Lied Auld Lang Syne, welches traditionsgemäß zum Jahreswechsel gesungen wird, um der im abgelaufenen Jahr Verstorbenen zu gedenken. Mit The Banks o’Doon stammt der Text eines weiteren schottischen Volksliedes von Burns.
James Currie (1756–1805) gab 1800 eine Werkausgabe von Burns heraus, um dessen Witwe nebst Kindern zu unterstützen. Da diese Sammlung vielen als lückenhaft erschien, veröffentlichte 1808 Robert H. Cromek (1770–1812) seine Reliques of Robert Burns. Auch in Deutschland fand Burns schon bald seine Leserschaft. Karl Bartsch, Heinrich Julius Heintze (1811–1860), Philipp Kaufmann, Adolf Laun und Georg Pertz waren die ersten, welche Burns’ Werke ins Deutsche übertrugen.
Das Buch Der Fänger im Roggen (1951; Originaltitel The Catcher in the Rye) von Jerome David Salinger zitiert eine Zeile aus dem Gedicht Comin’ Thro’ the Rye von Burns „When/If a body meet a body coming through the rye“ („Trifft ein Jemand einen Jemand, der durch den Roggen gelaufen kommt“). In der Erinnerung des Protagonisten, Holden Caulfield, wird das „meet“ (treffen) zu „catch“ (fangen). Burns’ Liebesgedicht, dessen Inhalt recht frivol ist, wird von Holden Caulfield falsch interpretiert, denn er leitet daraus die Vorstellung von spielenden Kindern in einem Roggenfeld ab, die er vor dem Sturz von einer angrenzenden Klippe und damit vor dem Verlust ihrer Unschuld und dem Absturz ins Erwachsenwerden bewahren müsse.

## Ehrungen

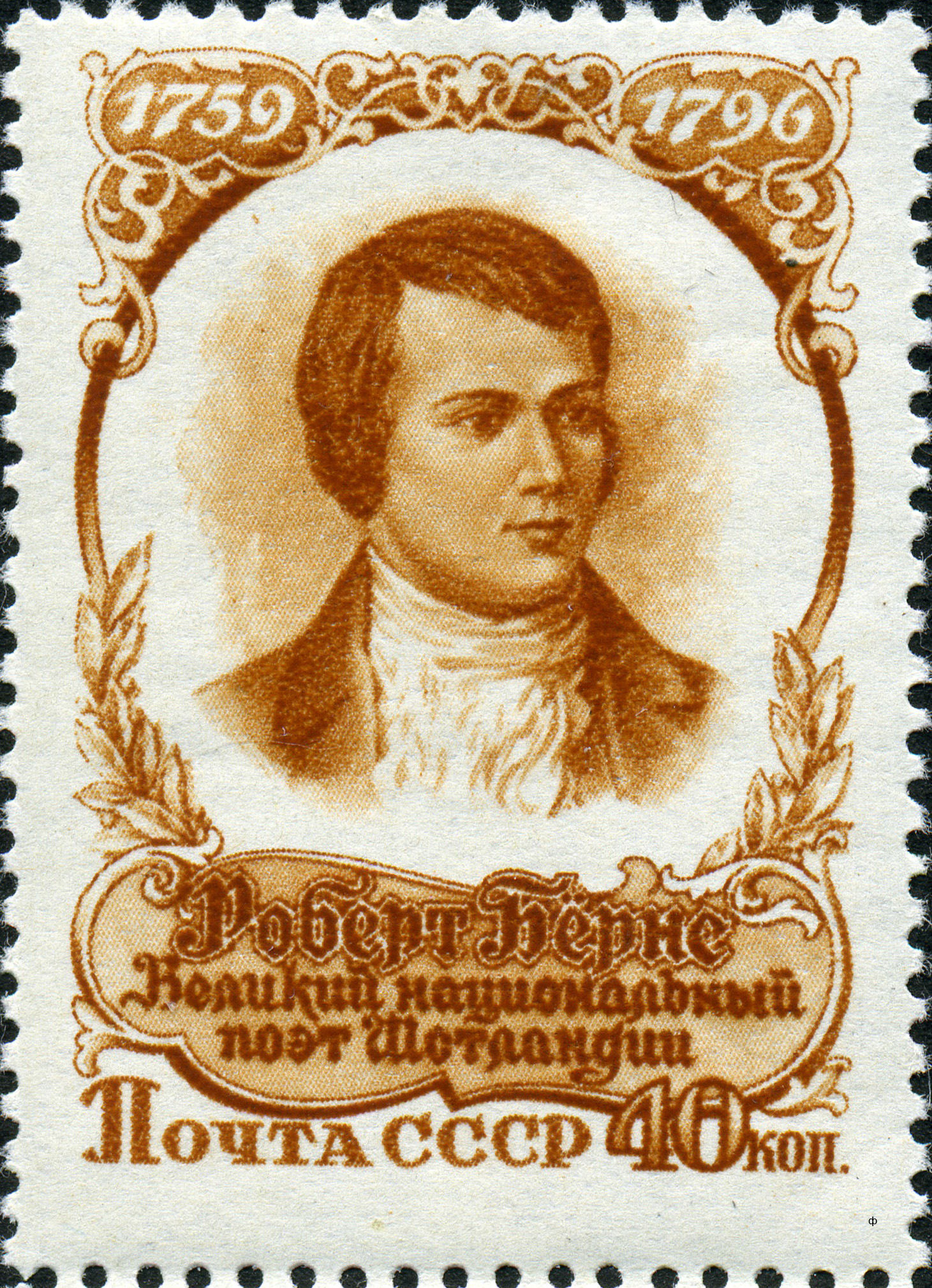
Robert Burns
(sowjetische Briefmarke, 1956)

- Sein Gedenktag ist der 25. Januar, Burns Night genannt, und zu diesem Termin werden in Burns Suppers seine Gedichte feierlich vorgelesen. Burns Werke haben selbst über 200 Jahre nach seinem Tod noch immer einen hohen Stellenwert in Schottland, was unter anderem auch daran gesehen werden kann, dass zur Eröffnung des Parlaments 1999 das Lied A Man’s A Man for A' That (auch „For A' That and A' That“) gesungen wurde.

Der Text des Gedichtes Address to the Haggis ist im Artikel Burns Supper nachzulesen.
- 1859 – Denkmal in Dumfries
- Robert Burns Monument (Alloway)
- Auf dem Octagon, dem zentralen Platz der neuseeländischen Stadt Dunedin steht ein Denkmal des Dichters (sitzende Figur auf Marmorsockel), obwohl Robert Burns nie in Neuseeland war. Burns Neffe Thomas zählt jedoch zu den Stadtgründern von Dunedin.
- Die Robert Burns Fellowship (seit 1958) gilt als Neuseelands bedeutendste Literatur-Auszeichnung.
- Ein Merkurkrater[3] und der Asteroid (5739) Robertburns sind nach ihm benannt.

## Werke
- Poems, Chiefly in the Scottish Dialect. Kilmarnock, 1786 (Google); 2. Aufl., erweitert und in 2 Bänden, Edinburgh, 1793 (Bd. 1 & 2; Google); neue Aufl., in 2 Bänden, Edinburgh, 1798 (Bd. 1; Google, Bd. 2; Google); Edinburgh, 1804 (Google); Edinburgh, 1805 (Google)

- Lieder. Althea, Zürich 1998, ISBN 3-905045-27-3.
- Poems. Faber & Faber, London 2005, ISBN 0-571-22672-8.
- Liebe und Freiheit. Lieder und Gedichte. Schneider, Heidelberg 1988, ISBN 3-7953-0652-3.
- Complete poems and songs. Lomond Books, Edinburgh 2000, ISBN 0-00-760599-4.
- Tam O'Shanter. Eine Erzählung. Revonnah, Hannover 2000, ISBN 3-934818-27-7.
- The Jolly Beggars. A Cantata ("Die munteren Bettler. Eine Kantate"). Revonnah, Hannover 2005, ISBN 3-934818-62-5.

## Medien
- The complete songs of Robert Burns. Linn Records, Glasgow 2003 ff. (12 CDs, Interpreten: Brian Easdale, Paul Freeman u. a.)
- Eddi Reader – Sings The Songs of Robert Burns, 2003 (auf verschiedenen Tonträgern)[4]